# Rilo Kiley
Rilo Kiley est un groupe de rock indépendant basé à Los Angeles et composé de Blake Sennett, Jenny Lewis, Pierre de Reeder et Jason Boesel.

## Histoire
Mené par les anciens enfants acteurs Jenny Lewis et Blake Sennett, le groupe commence sa carrière sur le label indépendant Barsuk Records qui édite son premier album Take offs and Landings en 2001. Rilo Kiley signe ensuite chez Saddle Creek Records, basé à Omaha, qui édite The Execution of All Things en 2002. En 2004, More Adventurous a été distribué par leur propre label, Brute/Beaute Records, une branche de Warner. Rilo Kiley a finalement signé sur le label Warner Music Group.
Après avoir fait ses débuts sur la scène indépendante, le groupe s'est fait connaître d'un public plus large grâce au succès de l'album More Adventurous, qui en septembre 2004 atteint la septième place du classement Top Heatseekers établi par le magazine Billboard. Pour la promotion de l'album, ils sont apparus dans les talk shows de Conen O'Brien et Jimmy Kimmel. Les membres de Rilo Kiley se sont également fait remarquer grâce à leurs projets solo, et leurs collaborations avec d'autres artistes. Sennett et Boesel ont réalisé deux albums sous le nom de The Elected, Me First en 2004 et Sun, Sun, Sun en 2006. Au début de 2006, Jenny Lewis a réalisé un album en compagnie des Watson Twins intitulé Rabbit Fur Coat. Elle chante également sur l'album Give Up de The Postal Service et est partie en tournée avec la formation électro de Ben Gibbard. Rilo Kiley a joué en première partie de Bright Eyes pour les dates internationales de leur tournée en 2005, puis lors des concerts nord-américains de Coldplay à l'automne 2005.
Leurs chansons ont souvent illustré des séries télévisées, notamment Newport Beach et Dawson. Les morceaux The Frug et 85 (extraits du EP The Initial Friends) figurent dans un épisode de la troisième saison de Dawson. Interrogée à ce propos, Jenny Lewis a répondu : « Nous sommes honorés et reconnaissants que notre musique soit utilisée pour une série qui a très justement gagné autant en authenticité et en crédibilité. Nous sommes honorés qu'ils aient choisi de jouer notre musique dans des moments aussi poignants de l'épisode ». Pictures of Success a été utilisé dans un épisode de Buffy contre les vampires. En 2005, Portions for Foxes figure dans l'épisode pilote de Grey's Anatomy et With Arms Outstretched dans l'épisode pilote de la série Weeds. Jenny Lewis a chanté la première chanson (Little Boxes) d'un épisode de la troisième saison de Weeds avec son compagnon auteur-compositeur Jonathan Rice qui était en tournée avec le groupe. Enfin, Breakin' Up apparaît dans un épisode de la quatrième saison de Grey's Anatomy.
Leurs chansons apparaissent également au cinéma. Les titres I Never et Ripchord figurent dans plusieurs longs métrages dont la comédie romantique Doit aimer les chiens (Must Love Dogs), la production indépendante Conversation(s) avec une femme (Conversation(s) with Other Women) et la comédie John Tucker doit mourir (John Tucker Must Die). Aussi le titre «Go Ahead» apparait à la fin du film et du générique de Don's Plum (2001, bien que filmé en 1995-96). Blake Sennet a fourni l’OST du film.
Rilo Kiley est aussi connu pour ses contributions aux œuvres caritatives, notamment au Elliott Smith Memorial Fund à la mémoire du chanteur et ami du groupe, Elliott Smith. Sennett et Lewis ont participé à un concert dédié à sa mémoire peu de temps après son décès en 2003. Le bassiste Pierre de Reeder a contribué au design d'un t-shirt pour l'association montréalaise Yellow Bird Project, qui permet aux artistes participant de reverser les fonds ainsi récoltés à une œuvre de leur choix. Le groupe a opté pour l'Elliott Smith Memory Fund.
En août 2007 leur quatrième album Under The Blacklight est édité par Warner Music Group au Royaume-Uni et aux États-Unis. Le disque est produit par Jason Lader et Mike Elizondo, dix des onze titres sont chantés par Jenny Lewis, dont les deux premiers singles The Moneymaker et Silver Lining. La tournée promotionnelle nord-américaine pour Under the Blacklight débute en septembre 2007 en compagnie de Orenda Fink de Azure Ray et Kristin Gundred de Grand Ole Party.
Rilo Kiley est actuellement dissout. Aucun retour du groupe n'est prévu - les dernières tournées ont donc eu lieu en 2011.

## L'origine du nom
Le "i" de Rilo se prononce comme "I" (anglais pour « je »), et "Kiley" se prononce comme "Kylie" (par exemple Kylie Minogue). Aucune explication officielle n'a été donnée quant à l'origine du nom. En 2005, Blake Sennett déclare au magazine Planet Sound que le nom est inspiré d'un athlète écossais. Dans une interview publiée par Q Magazine en septembre 2007, Blake explique que « Rilo Kiley tient son nom d'un personnage qu'il avait rencontré dans un rêve et qui lui avait prédit la date de mort de Jenny Lewis ».

## Formation
Formation actuelle
- Jenny Lewis (voix, claviers, guitares)
- Blake Sennett (voix, guitares, chœurs)
- Pierre de Reeder (basse, claviers, chœurs)
- Jason Boesel (batterie, percussions)

Anciens membres
- Dave Rock (batterie, percussions)

## Discographie
EP
- The Initial Friend EP, Rilo Records, 1999

Albums
- Take-Offs and Landings, Barsuk Records, 2001
- The Execution of All Things, Saddle Creek Records, 2002
- More Adventurous, Brute/Beaute Records, 2004
- Under the Blacklight, Warner Music Group, 2007